# Dalibor Takáč
Dalibor Takáč (ur. 11 października 1997 w Koszycach) – słowacki piłkarz grający na pozycji środkowego lub ofensywnego pomocnika w klubie Podbeskidzie Bielsko-Biała. Wychowanek lokalnego VSS Koszyce, w którym rozpoczął seniorską karierę. W swojej karierze grał także w MFK Ružomberok oraz Koronie Kielce.